# Sean Sonderleiter
Sean Sonderleiter (Des Moines, 17 dicembre 1980) è un ex cestista statunitense, professionista nella NBDL e in Europa.